# 1107
Високе Середньовіччя  •  Золота доба ісламу  •  Реконкіста  •  Хрестові походи  •  Київська Русь

## Геополітична ситуація
Візантію очолює Олексій I Комнін (до 1118). Генріх V став королем Німеччини (до 1125). Філіп I є королем Франції (до 1108).
Апеннінський півострів розділений: північ належить Священній Римській імперії, середню частину займає Папська область, південна частина півострова окупована норманами. Деякі міста півночі: Венеція, Піза, Генуя, мають статус міст-республік.
Південь Піренейського півострова захопили Альморавіди. Північну частину півострова займають християнські Кастилія, Леон (Астурія, Галісія), Наварра та Арагон, Барселона. Королем Англії є Генріх I Боклерк (до 1135), королем Данії Нільс I (до 1134).
У Київській Русі княжить Святополк Ізяславич (до 1113). У Польщі триває боротьба за владу між князями Збігнєвом та Болеславом. На чолі королівства Угорщина стоїть Коломан I (до 1116).
На Близькому сході існують держави хрестоносців: Єрусалимське королівство, Антіохійське князівство, Едеське графство. Сельджуки окупували Персію та Малу Азію, в Єгипті владу утримують Фатіміди, у Магрибі панують Альморавіди, у Середній Азії правлять Караханіди, Газневіди втримують частину Індії. У Китаї продовжується правління династії Сун. На півдні Індії домінує Чола. В Японії триває період Хей'ан.

## Події
- Укладення ігуменом одного з чернігівських монастирів Данилом «Житія і ходіння Данила, Руської землі ігумена» — найдавнішої з відомих пам'яток паломницького жанру ходінь.
- Битва на Сулі відбулася 12 серпня 1107 року. Одна з битв русько-половецької війни 1090-х — 1116 років.
- Королем Шотландії став Олександр I.
- Правитель Румського султанату Килич-Арслан I втопився в річці біля Мосула.
- Герцог Терентський та князь Антіохії Боемунд висадився на Балканах і пішов на Диррахій проти візантійців.
- В Англії питання про інвеституру зняв Весмінстерський конкордат: король відмовився від права призначення єпископів, але єпископи зобов'язувалися присягати йому на вірність.